# Șaua Bordea

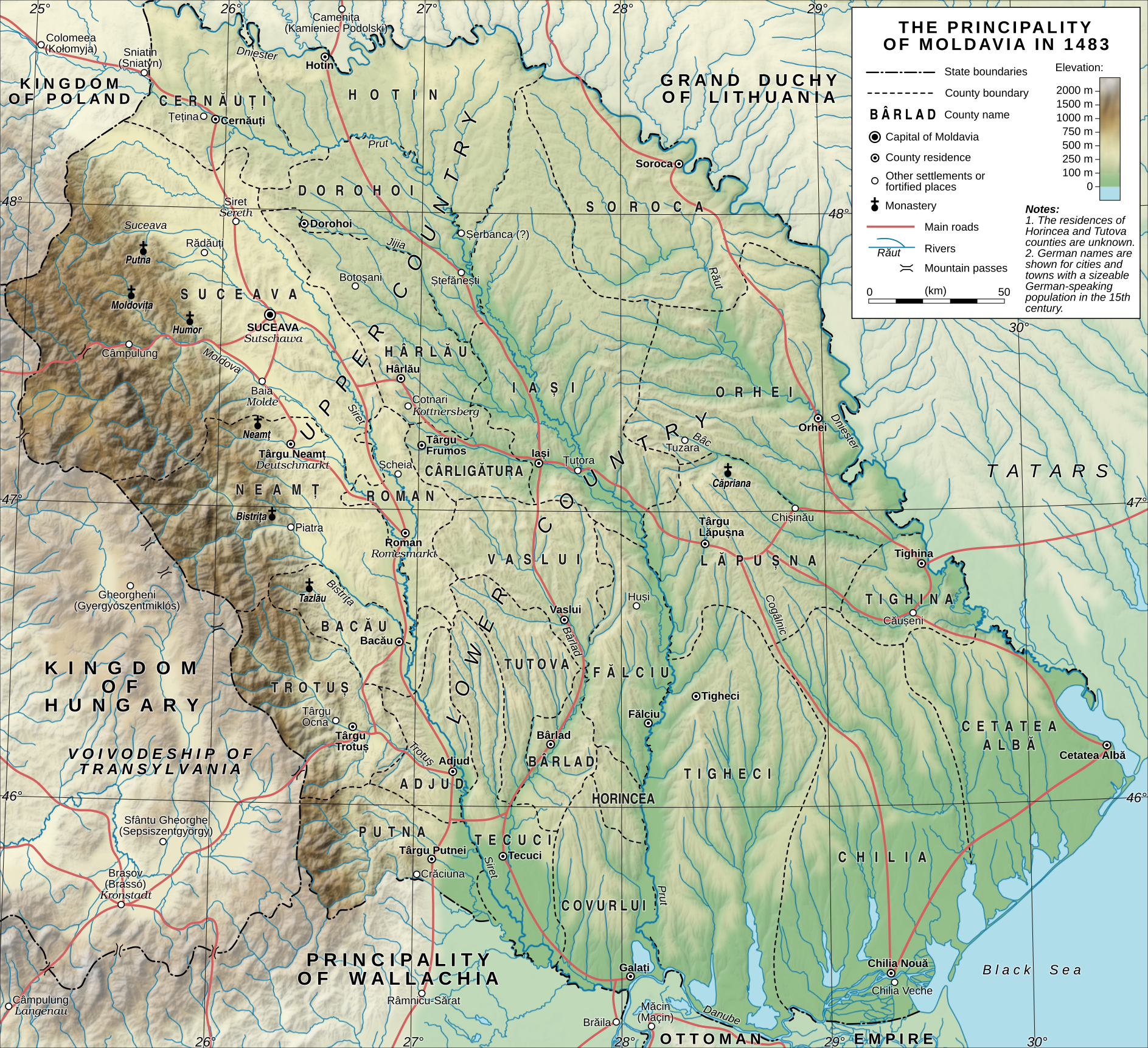
Drumul Bârladului pe harta Principatului Moldovei.

Șaua Bordea (găsită și sub numele de Șaua Bârnova sau de Pasul Bordea)  este o șa situată în nordul Podișului Central Moldoveneasc la nivelul zonei de tranziție a acestuia reprezentată de Coasta Iașilor.  Este situată între bazinele râurilor Nicolina și Rebricea, și face legătura spre est cu sectorul Coastei Repedea–Păun care, domină orașul Iași.

### Rol
Este situată la sud de Iași, în județul Iași, fiind străbătută de DJ248 și de calea ferată dintre Iași și Bârlad care, asigură comunicarea dintre valea Bahluiului (aflată la nord) și valea Bârladului (aflată la sud), respectiv dintre orașele Iași și Bârlad.
Prin Șaua Bordea trece cel mai scurt drum dintre Iași și Galați, aflat pe traseul vechiului Drum al Bârladului (care făcea parte din drumul de la Liov la gurile Dunării), precum și traseul de cale ferată prin intermediul căruia, via Bârlad, s-a realizat în 1892 conexiunea atât cu Bucureștiul cât și cu Galațiul.